# フィリピノ・プレミアリーグ
フィリピノ・プレミアリーグ（英: Filipino Premier League）は、フィリピンサッカー連盟が主催し、フィリピン国内におけるサッカーリーグのひとつであった。略称はFPL。2008年に設立、同年8月2日に発表され、9月21日に開幕したがその年限りで廃止となった。2009年からはユナイテッド・フットボールリーグが発足した。

## 参加クラブ（2008-09）

### ルソン
ルソンFPLトーナメントは2008年9月21日に開催。8チームが参加。
- アテネオFC（Ateneo FC）
- ディリマンFC（Diliman FC）
- Giligans FC
- メンディオラ・ユナイテッドFC
- パサルガダエFC（Pasargad FC）
- フィリピンアーミーFC（Philippine Army FC）
- フィリピンエアフォースFC（Philippine Airforce FC）
- ユニオンFC（Union FC）

### ヴィサヤ
ヴィサヤFPLトーナメントは2009年より開始予定であった。

### ミンダナオ
ミンダナオFPLトーナメントは2009年より参加予定であった。

## 選手権ラウンド
2009年後半にFPL全国選手権が開催された。

## 歴代優勝クラブ
- 2008 - フィリピンアーミーFC